# Euspilotus conformis
Euspilotus conformis är en skalbaggsart som först beskrevs av J. E. Leconte 1845.  Euspilotus conformis ingår i släktet Euspilotus och familjen stumpbaggar. Inga underarter finns listade i Catalogue of Life.